# (4126) Mashu
(4126) Mashu est un astéroïde de la ceinture principale.

## Description
(4126) Mashu est un astéroïde de la ceinture principale. Il fut découvert le 19 janvier 1988 à Kitami par Kin Endate et Kazuro Watanabe. Il présente une orbite caractérisée par un demi-grand axe de 3,21 UA, une excentricité de 0,14 et une inclinaison de 3,2° par rapport à l'écliptique.

## Compléments